# 愛知芸術文化センターアートライブラリー
愛知芸術文化センターアートライブラリーは、愛知県名古屋市東区東桜の愛知芸術文化センターにある専門図書館。愛知県文化情報センターの一施設である。愛知図書館協会に加盟している（区分は専門図書館）。2008年度からは運営が業務委託されている。

## 歴史

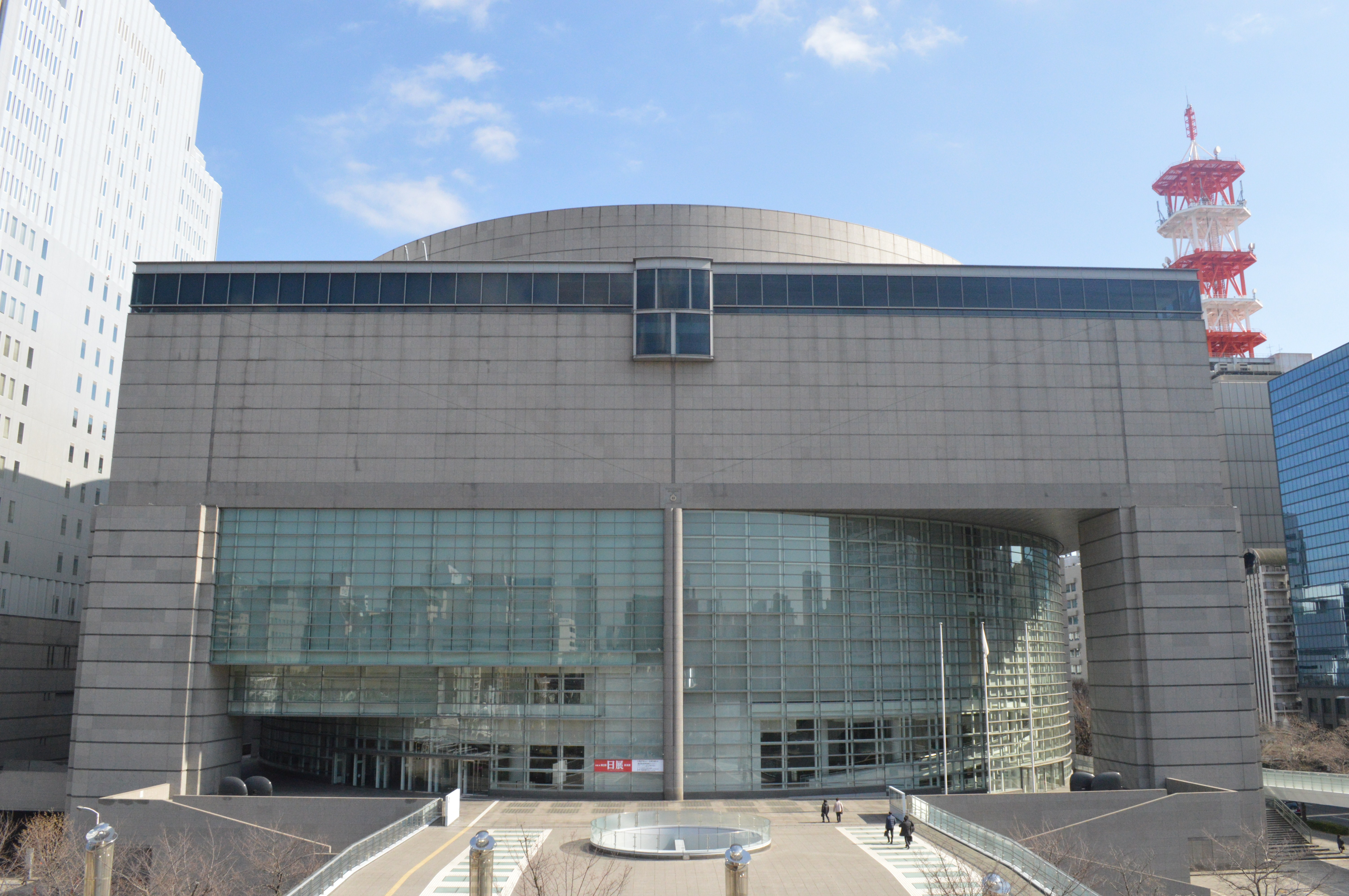
アートライブラリーが入っている愛知芸術文化センター

1982年（昭和57年）頃には芸術に関する専門図書館を設置する計画が生まれ、1988年頃（昭和63年）からは本格的に資料の収集が開始された。1991年（平成3年）4月の愛知県図書館開館から遅れること約1年半、1992年（平成4年）10月30日には愛知芸術文化センターが開館した。
愛知芸術文化センターは地上12階・地下5階建の鉄骨鉄筋コンクリート造の施設であり、延床面積は109,000m2である。愛知芸術文化センターは愛知県芸術劇場、愛知県美術館、愛知県文化情報センターで構成され、アートライブラリーは愛知県文化情報センターの一施設である。
1992年から長らく愛知県の直営だったが、2008年（平成20年）4月からはカウンター対応や整理作業を含む業務委託形態に変更され、2008年から図書館流通センター(TRC)が受託者となっている。開館当初と比べると利用者の年齢層が上昇しているため、若年層の利用者を増やすために、高校の音楽科の生徒を対象に館内ツアーを行っている。

## 利用

### 館内利用
アートライブラリーは愛知芸術文化センターの1階に設置されている。同一施設地下2階のアートプラザ情報コーナーでは国内外の芸術情報が得られ、アートプラザビデオライブラリーでは個人ブースやビデオルームで美術やオペラなどの視聴覚資料が観賞できる。
開館当初から愛知県図書館とコンピュータで結ばれており、愛知県図書館の文献を検索することができる。土日祝日の午後はCDやレコードを観賞するためのオーディオコーナーが満席になることが多い。館内のカウンターや電話では、芸術に関するレファレンスサービスを行っており、公共図書館とは毛色の違う質問が多いという。館内にはセルフコピー機が設置されている。

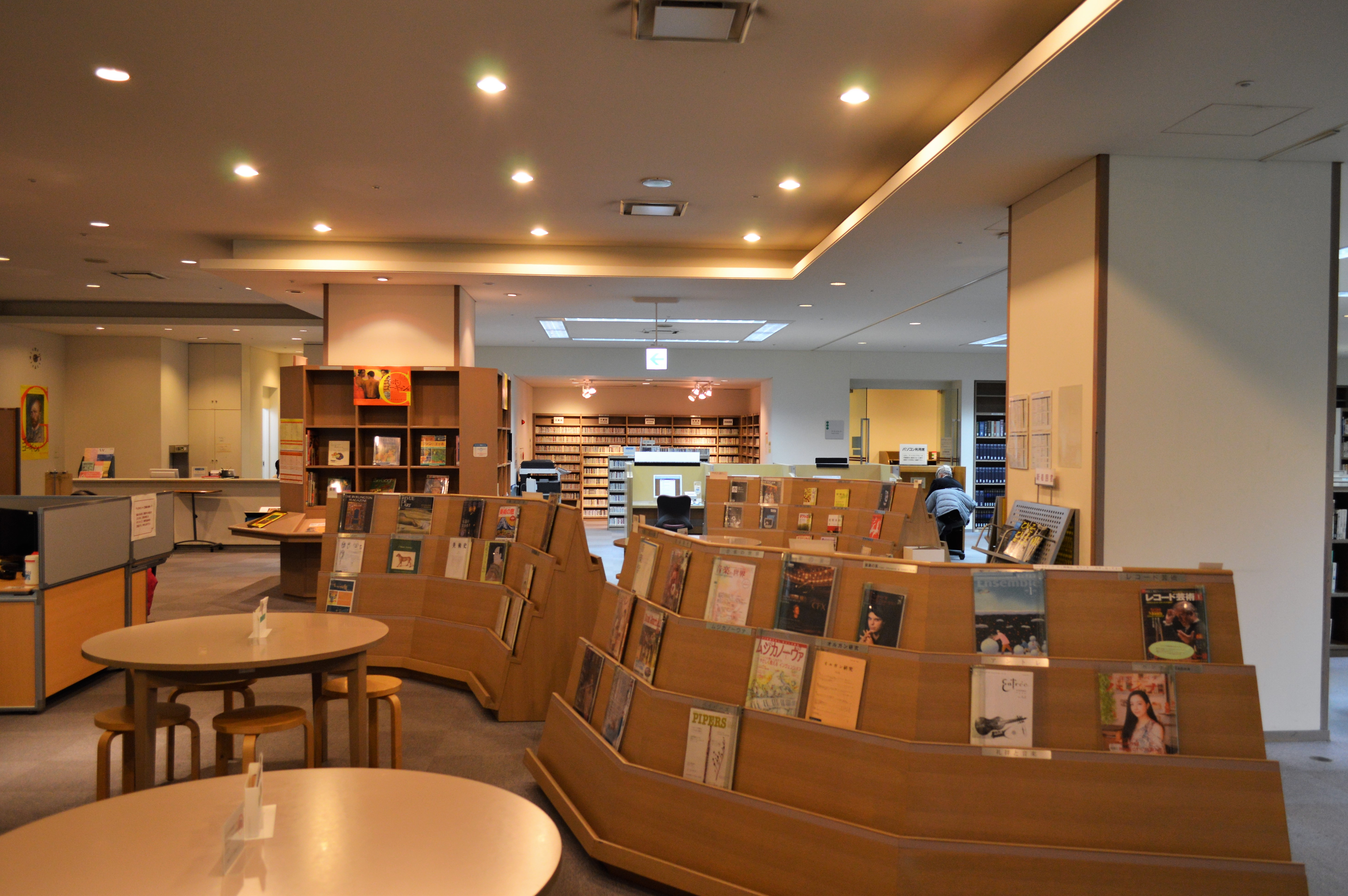
芸術雑誌コーナー
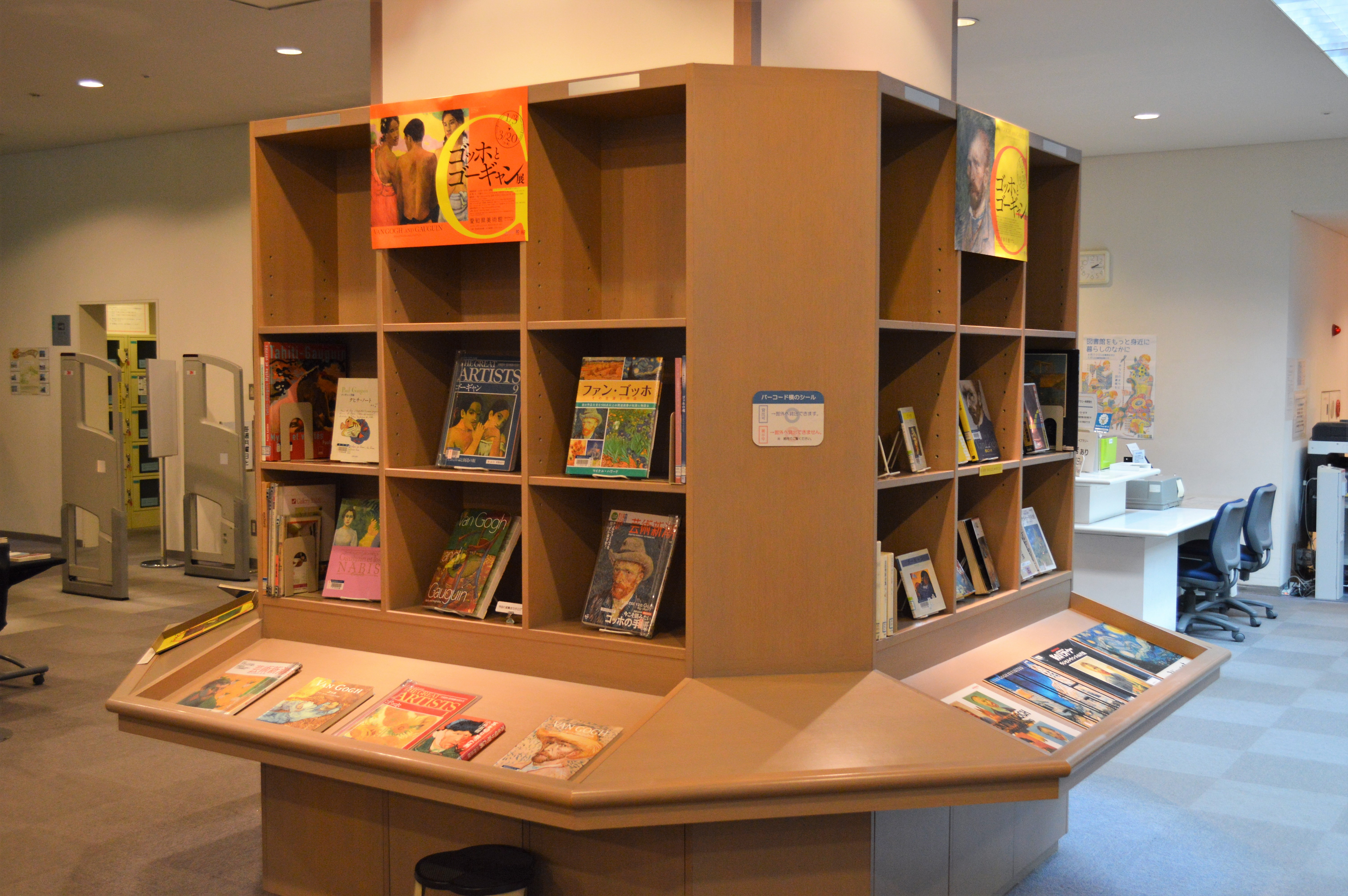
愛知県図書館の特別展を意識した柱展示
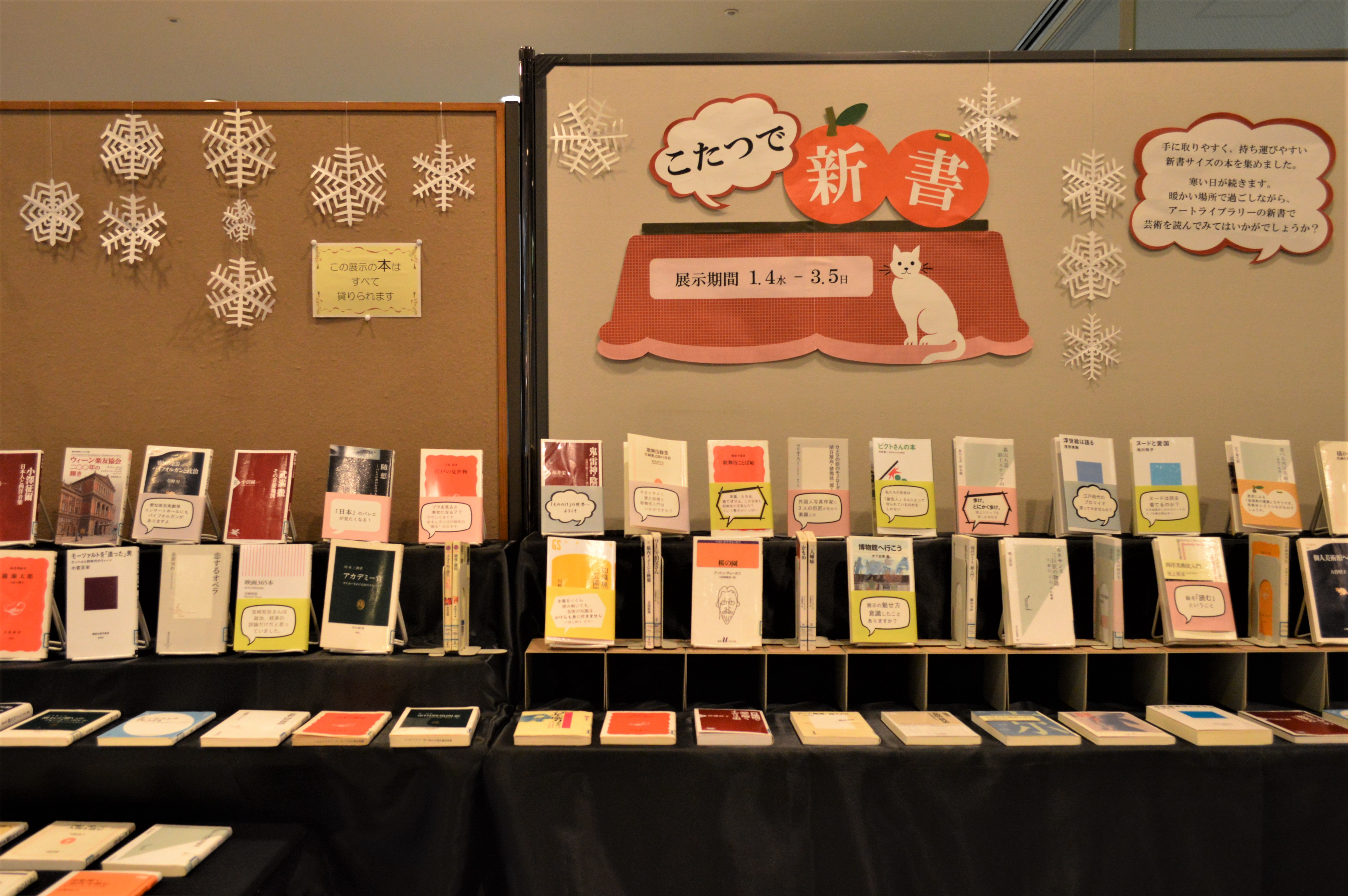
新書本を集めた特集展示

### 館外貸出
アートライブラリーでは図書や楽譜の貸出を行っているほか、愛知芸術文化センターで開催される様々な事業のための調査研究に使用されている。貸出カードの作成には居住地による制限がなく、愛知県在住者以外でも作成が可能である。一部の図書、展覧会図録、タリカコレクション、雑誌、CDなどは貸出を行っていない。

## コレクション

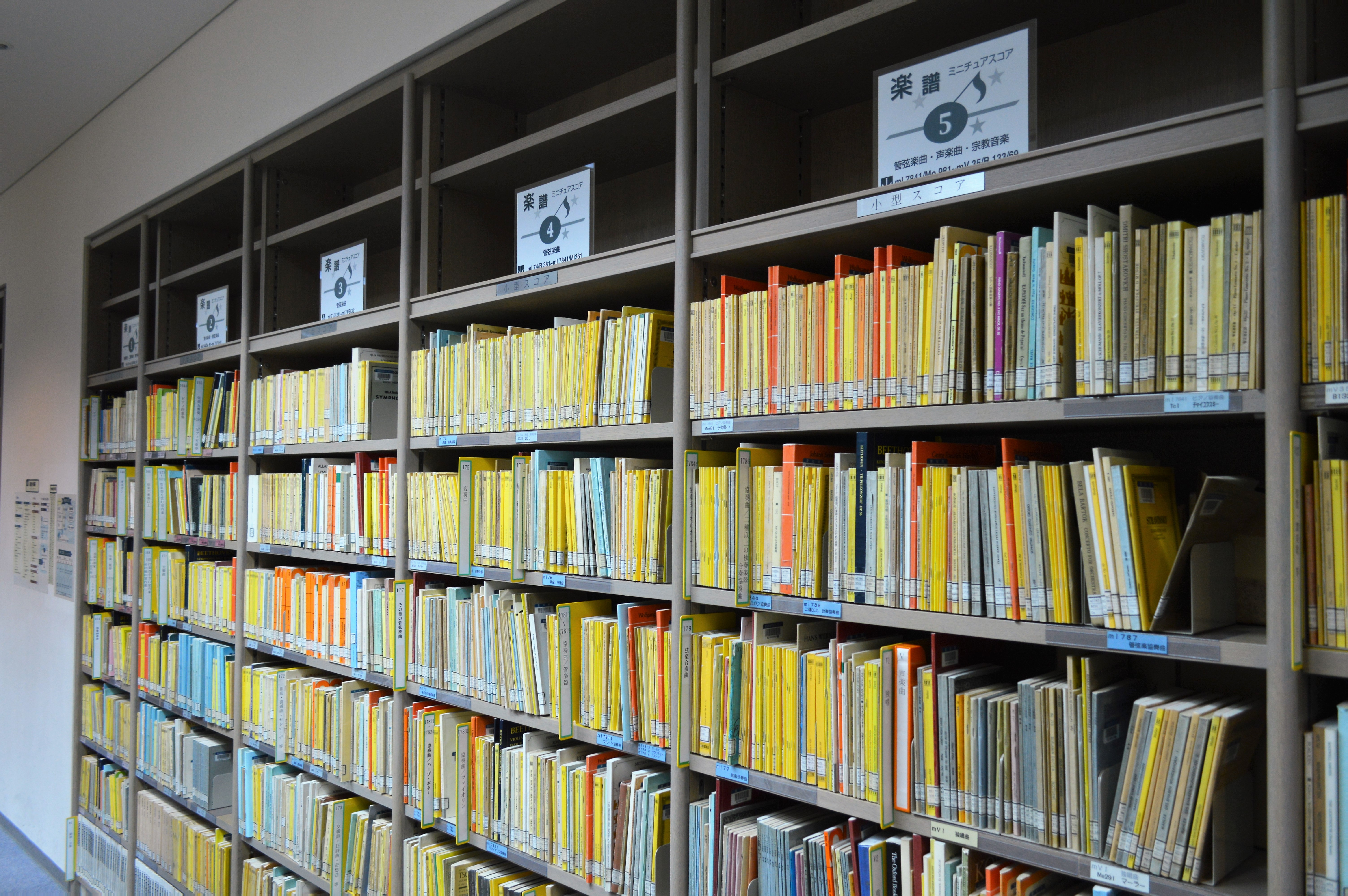
楽譜コーナー

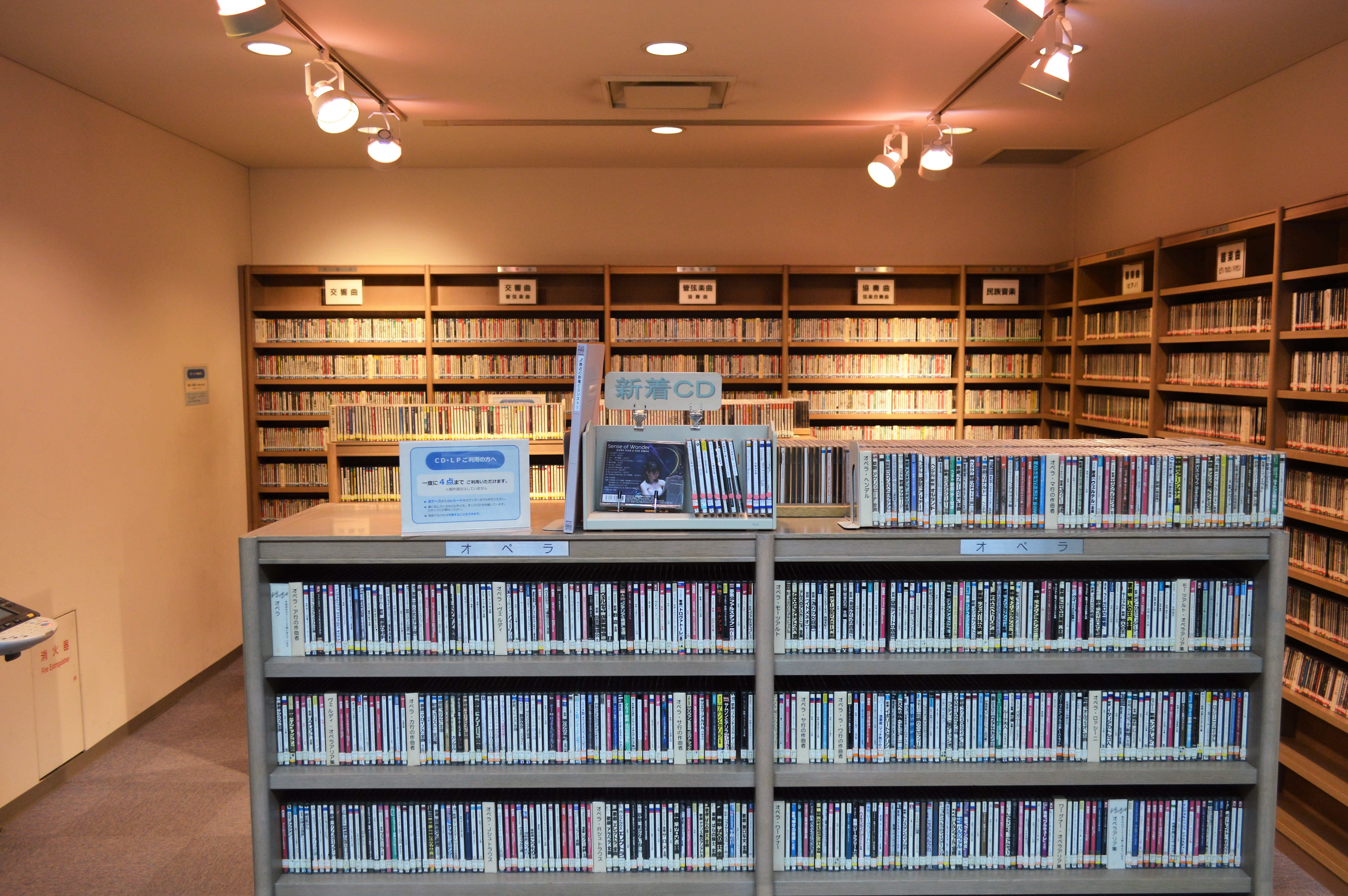
CDコーナー

### 特徴
美術・音楽・演劇など、芸術に関する資料を国内外問わず収集している。図書・展覧会図録・楽譜・雑誌などの文献資料に加えて、クラシック音楽を中心とするCD・レコードなどの視聴覚資料も収集しており、CDの所蔵数は20,000点近い。展覧会図録や楽譜は全国有数のコレクションであるとされる。ウェブサイト上で蔵書検索が可能である。所蔵している数千枚のレコードは、明治学院大学図書館付属日本近代音楽館や音楽評論家の藁科雅美の寄贈による。
カウンター前の展示架では、愛知県美術館で開催中の展覧会や愛知県芸術劇場で開催中の公演に関する資料の柱展示などを行っている。公式ブログ「芸術文化センターの舞台裏日記」では展示の様子を報告している。楽譜の分類はアカデミア・ミュージック『音楽の基礎資料』に倣っている。愛知芸術文化センター内でコンサートや演劇を観賞する前に利用する人々で混み合うことも多い。収集した資料はすべて永年保存される。
2005年度末、2015年度末、および2020年度末の所蔵資料数は以下のとおりである。
| 区分     | 2005年度末 | 2015年度末 | 2020年度末 |
| -------- | ---------- | ---------- | ---------- |
| 図書     | 82,664点   | 93,982点   | 98,141点   |
| 楽譜     | 15,140点   | 15,723点   | 15,854点   |
| 録音資料 | 23,229点   | 24,684点   | 24,979点   |
| 録画資料 | 2,991点    | 3,818点    | 3,873点    |
| 雑誌     | 1,220点    | 1,637点    | 1,674点    |

### タリカコレクション
フランス・パリの美術商であるサミュエル・タリカとその息子アラン・タリカが収集したタリカコレクションは、西洋美術に関する22,398点の非日本語文献である。3,613冊の作家別文献は中世末期から現代までの画家・彫刻家に関する文献であり、質・量ともに日本最高峰の水準であるとされている。18世紀末から19世紀初頭に出版された図書などの貴重な文献も所蔵している。タリカコレクションの中には、18世紀末や19世紀初頭に出版された図書など、現在は入手不可能な文献も少なくない。
タリカコレクション（22,398冊）
作家別文献（11,629冊）
テーマ別文献（3,613冊）
定期刊行物（2,023冊）
オークションカタログ（5,133冊）

### 木村定三コレクション
美術品収集家の木村定三の蔵書1,400冊超を「木村定三氏旧蔵資料」として所蔵しており、図書・雑誌合わせて1,400冊を越える。愛知県美術館が所蔵している「木村定三コレクション」と深い関連がある。

## 利用案内

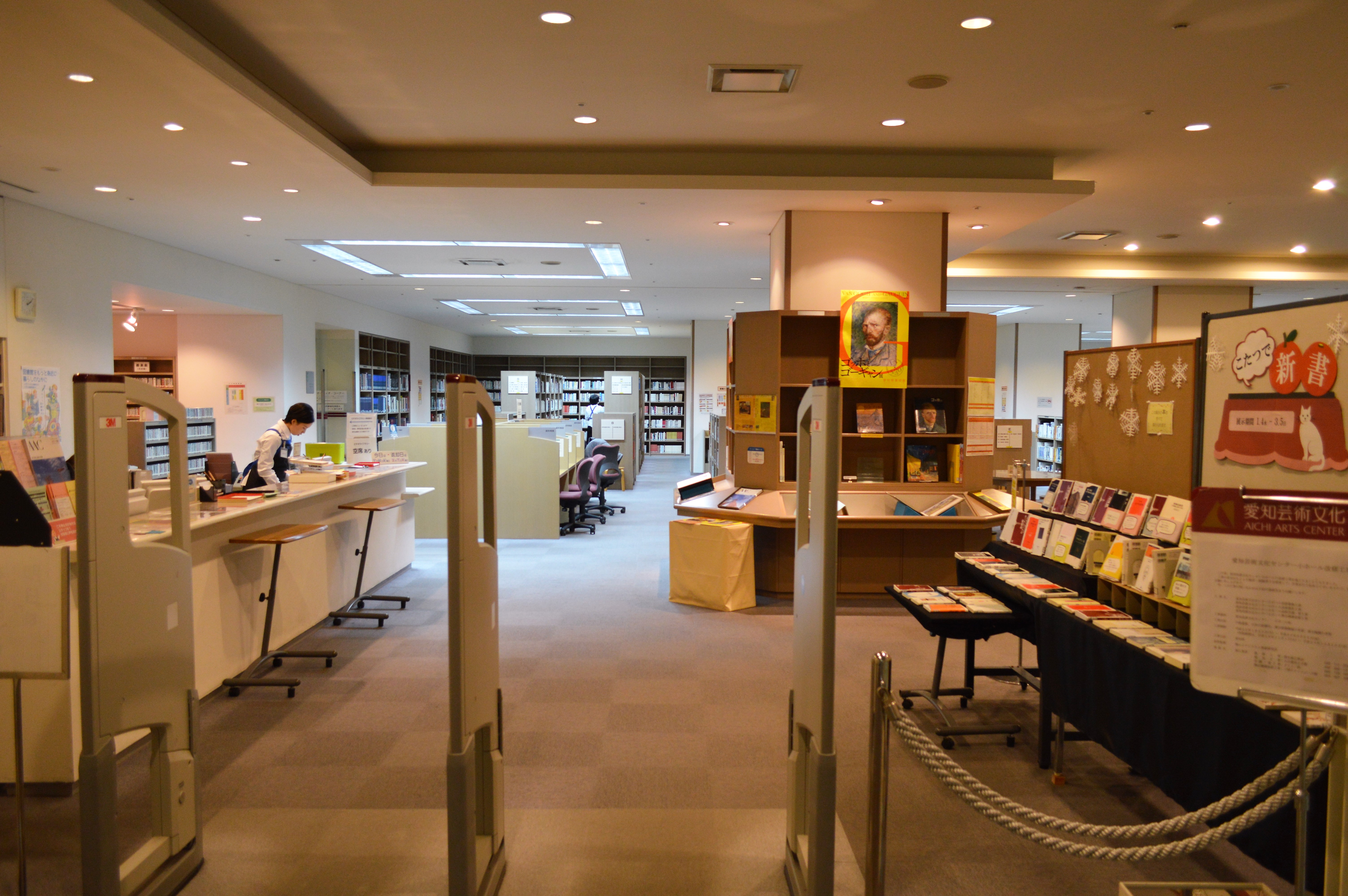
入口から見た館内

- 開館時間
  - 平日 : 10時-19時
  - 土日祝日 : 10時-18時
- 休館日
  - 毎週月曜日、毎月第3火曜日、年末年始
- 貸出冊数・貸出期間
  - 3冊まで15日間